# 絕情谷
絕情谷是金庸武俠小說《神鵰俠侶》中的一個地方，同時亦是一個門派。當地人常穿綠色衣服，而且只吃素。

## 地理環境
絕情谷位於中國北方，接近南宋末年的宋蒙邊境，估計位於陝南鄂北一帶山區內。谷主公孫止的先祖在唐代為官，後來為避安史之亂，舉族遷移到絕情谷之中。它位置偏僻，常人很難找到，谷中人士又不愛外出，所以該谷便與世隔絕。谷底有一個深洞，住有很多鱷魚。谷中有一個「斷腸崖」，便是小龍女留字要楊過等十六年之地。那裡遍地長滿情花，不過最後被楊過、程英、陸無雙盡數消滅。

## 門派武功
絕情谷相傳一種封閉穴道的高深內功，不怕被對手點穴。但要練此內功的話，就不可以吃葷腥。當時公孫止與楊過決鬥時，喝了含有血的茶時就立即失去此功力。
另外，絕情谷的人也擅長「帶刀漁網陣」，以極堅軔極柔軟的金絲鑄成的漁網來佈陣，更附有磁石來吸住暗器，也有鋒利的倒鉤和匕首，尋常的江湖人士必被它所包圍和刺死。
此外，裘千尺所改良的的「陰陽倒亂刃法」，由黃金背厚刃寬的鋸齒刀及能拐彎刺人的黑劍同使而成，鋸齒刀使陽剛的刀法，黑劍使輕靈的劍法，當真是奇幻無方。
公孫止的大弟子樊一翁也練有一套潑水杖法，共八十一路，杖法號稱“潑水”，乃是潑水不進之意，可見其嚴謹緊密。

## 情花之毒
絕情谷遍地長滿的情花含有劇毒，因此歷代谷主都會配製「絕情丹」作為解藥。中毒淺的可自行恢復，可是中毒深的一定要絕情丹解毒。絕情丹由多種珍貴材料所製，因此在裘千尺毀丹後就很難立即配製。在谷中亦長有含劇毒的「斷腸草」，長在情花之旁，有解情花毒之效。

## 主要人物
- 公孫止
- 裘千尺
  - 公孫綠萼
  - 樊一翁